# 러시아 외무부
러시아 연방 외교부(러시아어: Министерство иностранных дел Российской Федерации, МИД РФ)는 러시아 연방에 있는 외교업무를 담당하는 러시아 정부의 중앙행정기관 중 하나이다.

## 청사
러시아 연방 외교국 빌딩은 스탈린 고딕 양식의 건축물이다. 구소비에트 사회주의공화국 연방 시절인 1948년국터 1953년에 소련외교국 본관으로 건설되었다. 27층으로 지어졌다. 러시아 연방 외교국 건물은 모스크바의 스몰렌스카야 광장에 접해 있다. 외교국 장관 아래 7명의 차관이 존재하며, 이 중 두명은 제1차관과 수석차관이다.

## 조직

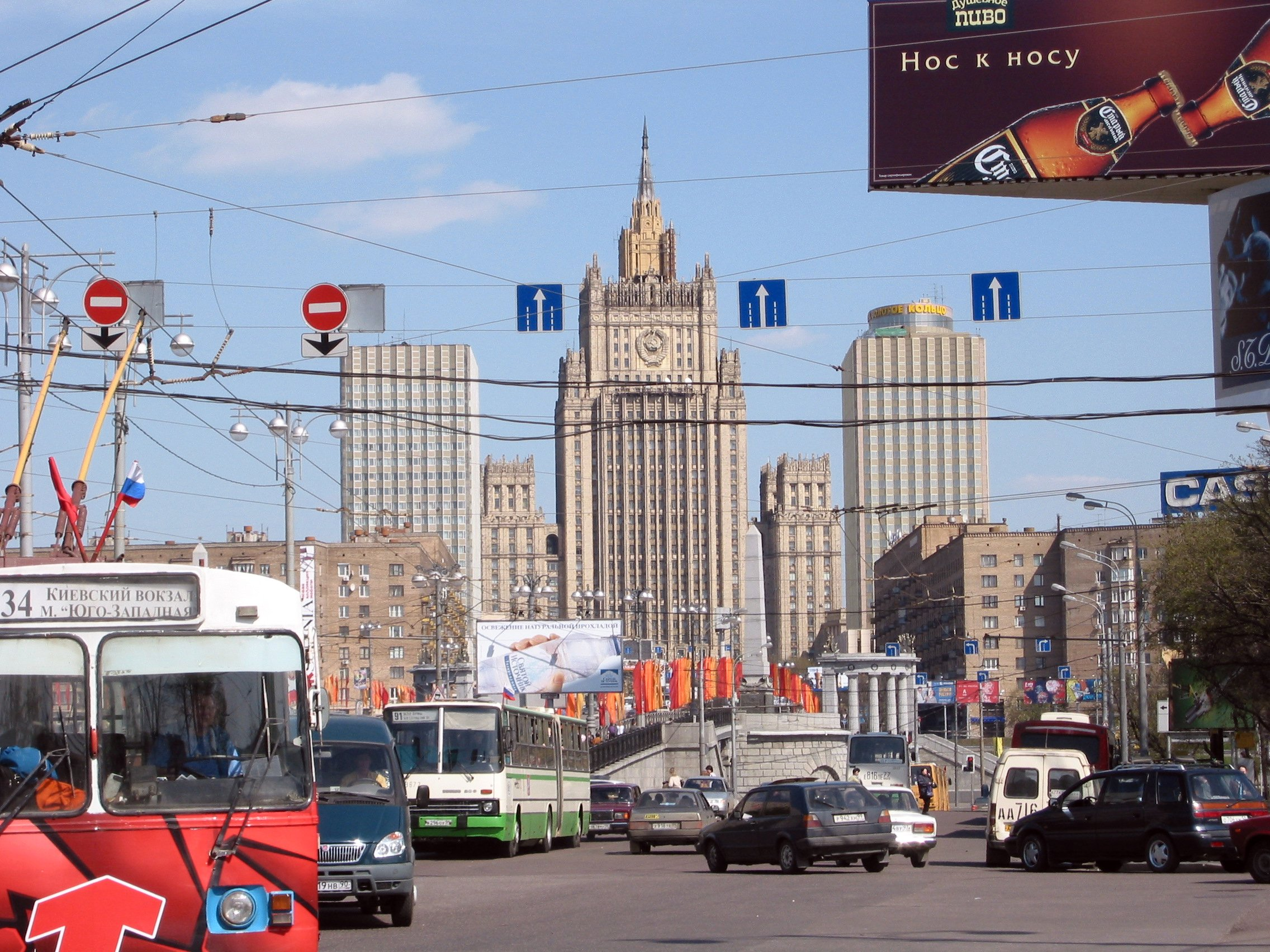
러시아 연방 외교국. 좌우엔 호텔(벨그라드 호텔 등)이 위치해 있다.

- 사무국
- 제1CIS국
- 제2CIS국
- 제3CIS국
- 제4CIS국
- 제1유럽국
- 제2유럽국
- 제3유럽국
- 제4유럽국
- 유럽협력국
- 북아메리카국
- 라틴아메리카국
- 중동 및 북아프리카국
- 아프리카국
- 제1아시아국[1]
- 제2아시아국
- 제3아시아국
- 아시아태평양협력국
- 국제기구국
- 외교정책기획국
- 의전국
- 비확산군축국
- 신도전및위협국
- 국제정보안보국
- 다자인권협력국
- 재외동포국
- 공보국
- 연방, 의회 및 공공 협회 협력국
- 경제협력국
- 다자인도협력및 문화국
- 법률국
- 인사국
- 영사국
- 기록국
- 언어지원국
- 안보국
- 정보지원국
- 외교행낭국
- 통화재정국
- 특수통신국
- 운영지원국
- 건설 및 해외자산국

## 역대 외교부 장관
- 안드레이 코지레프(1990년-1996년)[2]
- 예브게니 프리마코프(1996년-1998년)[3]
- 이고리 이바노프(1998년-2004년)[4]
- 세르게이 라브로프(2004년-　)[5]

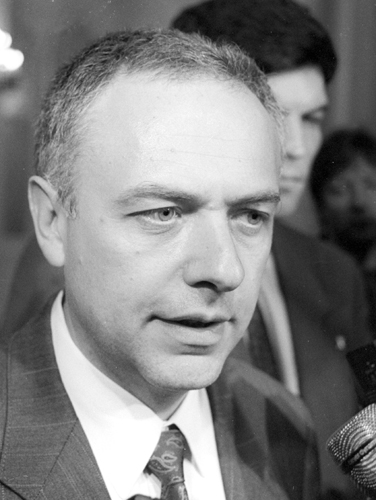
안드레이 코지레프
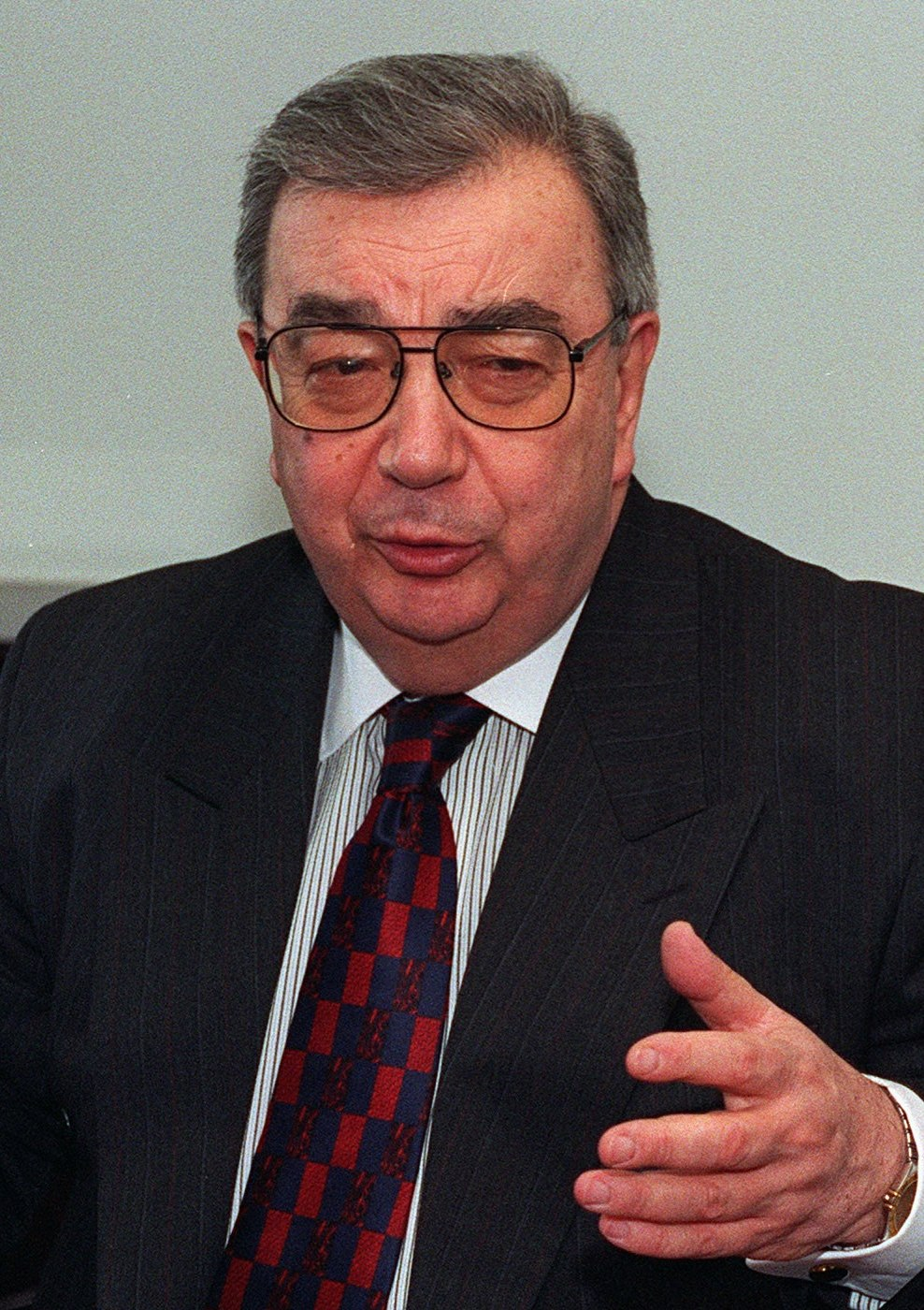
예브게니 프리마코프
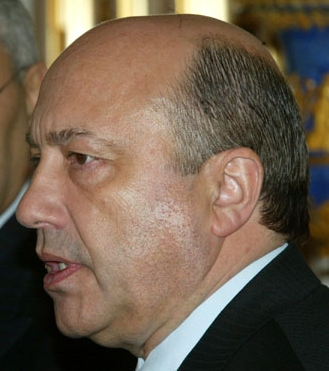
이고리 이바노프
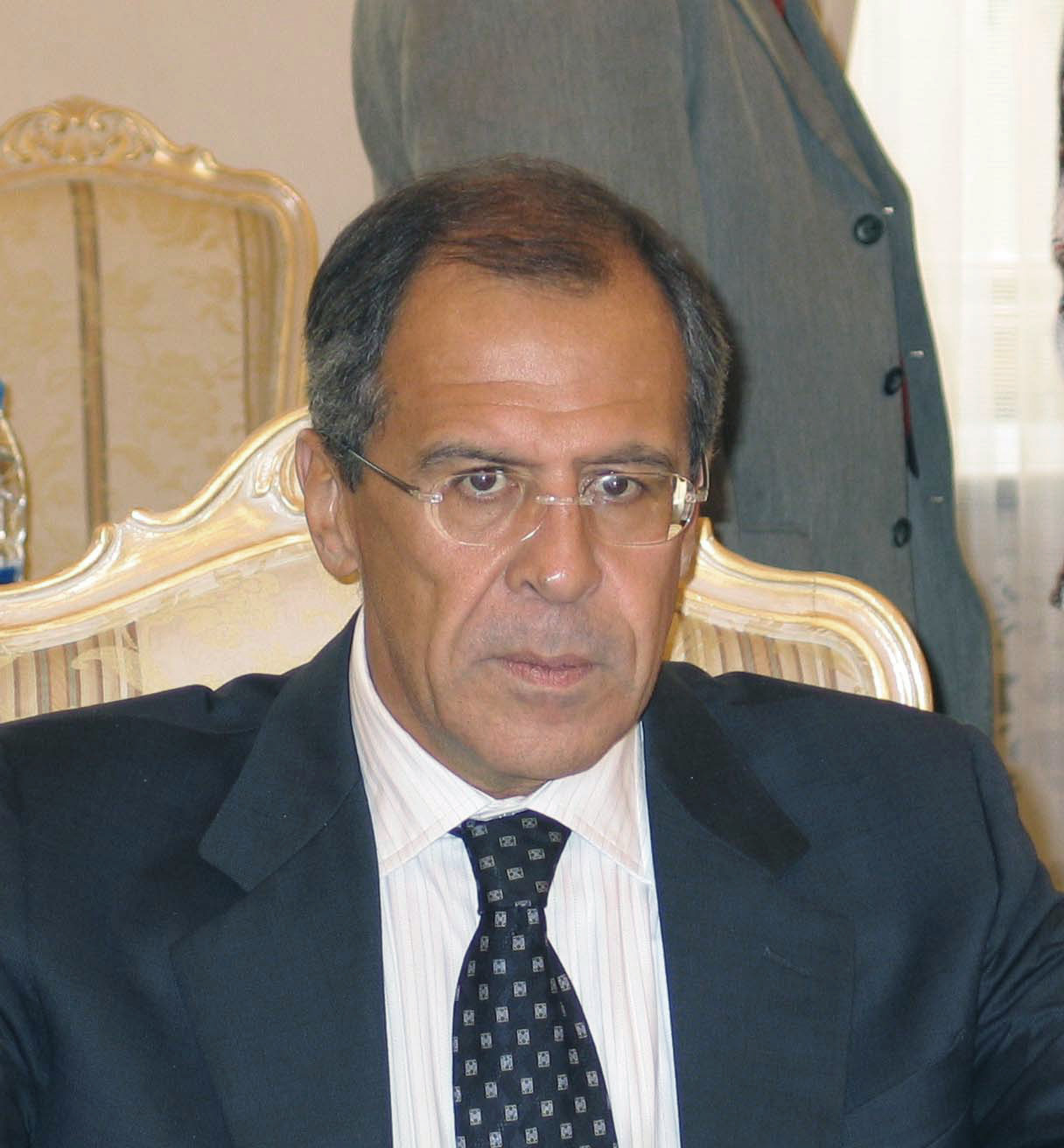
세르게이 라브로프

## 같이 보기
- 러시아 대외정보국
- 러시아의 대외 관계
- 모스크바 국립 대학교